# Footprint Center
 (octobre 2023).
Si vous disposez d'ouvrages ou d'articles de référence ou si vous connaissez des sites web de qualité traitant du thème abordé ici, merci de compléter l'article en donnant les références utiles à sa vérifiabilité et en les liant à la section « Notes et références ».
La Footprint Center (auparavant America West Arena, US Airways Center, Talking Stick Resort Arena et Phoenix Suns Arena, surnommé The Purple Palace et The Snake Pit) est une salle omnisports située près du Chase Field, le stade des Diamondbacks de l'Arizona, dans le centre de Phoenix en Arizona.
Depuis 1992, c'est le domicile des Suns de Phoenix de la National Basketball Association et des Arizona Rattlers de l'Arena Football League. En 1997, la salle a accueilli les Mercury de Phoenix de la Women's National Basketball Association ainsi que les RoadRunners de Phoenix de l'East Coast Hockey League en 2005. De 1996 à 2003, les Coyotes de Phoenix de la Ligue nationale de hockey y ont joué mais l'arène n'était pas conçue pour le hockey, alors ces derniers ont déménagé dans une nouvelle patinoire en 2003 : la Gila River Arena. Le US Airways Center a une capacité de 18 422 places pour le basket-ball et 16 321 pour le hockey sur glace dont 88 suites de luxe et 2 270 sièges de club. À l'origine, la capacité pour le basket-ball était de 19 023 places mais elle fut réduite à la capacité actuelle.

## Histoire
La construction de l'arène commença en 1988, car Jerry Colangelo (qui était le propriétaire des Suns) envisageait de bâtir une nouvelle salle moderne pour son équipe afin de remplacer le vétuste Arizona Veterans Memorial Coliseum, devenu peu rentable et disposant d'une capacité relativement faible (14 870 places) par rapport aux autres installations de la ligue. Le coût des travaux fut estimée à $90 millions de dollars et la conception architecturale fut confiée à la société Ellerbe Becket. La ville de Phoenix contribua en partie au financement avec une participation de $35 millions dont $28 millions pour construire le bâtiment et $7 millions pour le terrain. Les Suns donnèrent $55 millions. La ville a un engagement de 30 ans avec les Suns qui rembourseront une partie de la contribution publique en donnant 500 000 dollars par an, avec une augmentation annuelle de 3 %. La ville recevra également 40 % des recettes provenant de suites de luxe et de la publicité.
L'édifice, du nom de America West Arena, fut officiellement inauguré le 1er juin 1992 lors d'un match de basket-ball opposant les Suns de Phoenix aux Clippers de Los Angeles. Soutenus par leurs supporters, les Suns s'imposèrent sur le score de 111 à 105. En janvier 1994, un match de la LNH entre les Nordiques de Québec et les Canadiens de Montréal est survenu dans cette enceinte et ce sont ces derniers qui ont mérité la victoire par jeu blanc. En 1996, quand les Jets de Winnipeg annoncèrent leur intention de se déplacer dans l'Arizona, l'arène fut rapidement reconfigurée en patinoire pour accueillir des rencontres de hockey sur glace. Mais le bâtiment n'était pas conçu pour le hockey sur glace, car à l'origine il fut principalement construit pour le basket-ball. Le problème était si sérieux que dès la deuxième saison, la capacité pour le hockey devait être réduite de 18 000 sièges à 16 000, soit la plus petite capacité de la LNH. Par conséquent, en 2003, l'équipe de hockey des Coyotes de Phoenix dut se déplacer vers une nouvelle patinoire située à Glendale : la Gila River Arena.
De 1992 à 2005, la salle portait le nom de America West Arena (America West Airlines acheta les droits de naming pour $26 millions de dollars sur 30 ans en 1992), mais depuis le 14 novembre 2005, elle a été rebaptisée US Airways Center car la compagnie aérienne America West Airlines fusionna avec US Airways.
Régulièrement élue meilleure salle de la NBA par les joueurs dans le journal USA Today, la salle est décorée de la première à la dernière rangée aux couleurs des Suns de Phoenix. Elle fut inaugurée, par Charles Barkley pour marquer son arrivée chez les Suns en 1992. L'arène est réputée pour être la plus sûre du pays en matière de lutte contre les vols et autres effractions.

## Évènements
- Finales NBA 1993, 9, 11 et 20 juin 1993
- NBA All-Star Game 1995, 12 février 1995
- ArenaBowl XI, 25 août 1997
- Finales WNBA 1998, 27 août 1998[3]
- Concert de Céline Dion, 25 octobre 1998
- WNBA All-Star Game 2000, 17 juillet 2000
- WWE SummerSlam 2003, 24 août 2003
- ArenaBowl XVIII, 27 juin 2004
- WWE Judgment Day, 21 mai 2006
- WWE Raw, 5 mars 2007
- WWE Cyber Sunday, 26 octobre 2008
- NBA All-Star Game 2009, 15 février 2009
- Concerts des Spice Girls, Britney Spears, REO Speedwagon, 'N Sync, The Backstreet Boys, Green Day, Blink 182, Gwen Stefani, Vicente Fernandez et autres.
- WWE Money in the Bank, 15 juillet 2012
- Concert de Madonna (The MDNA Tour), 16 octobre 2012
- Concert de Lady Gaga, The Born This Way Ball Tour, 23 janvier 2013
- WWE Royal Rumble, 27 janvier 2013
- Concert de Lady Gaga (artRAVE : The ARTPOP Ball), 30 juillet 2014
- WWE Elimination Chamber, le 12 février 2017
- NXT TakeOver: Phoenix, le 26 janvier 2019
- Concert de Madonna (The Celebration Tour), le 16 mars 2024
- Concert du groupe de K-Pop Ateez le 25 juillet 2024

## Galerie

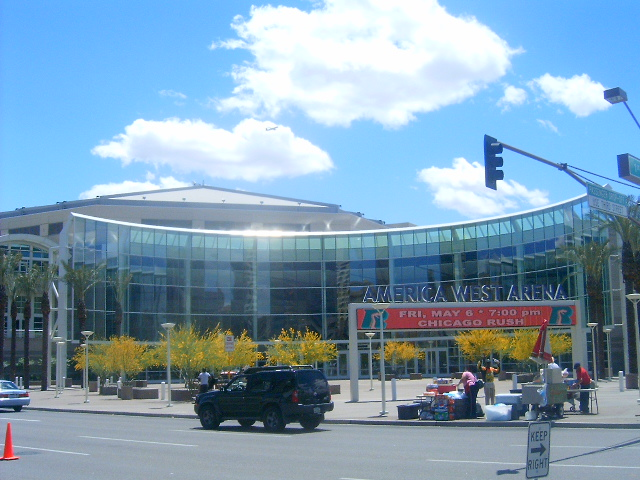
Vue extérieure
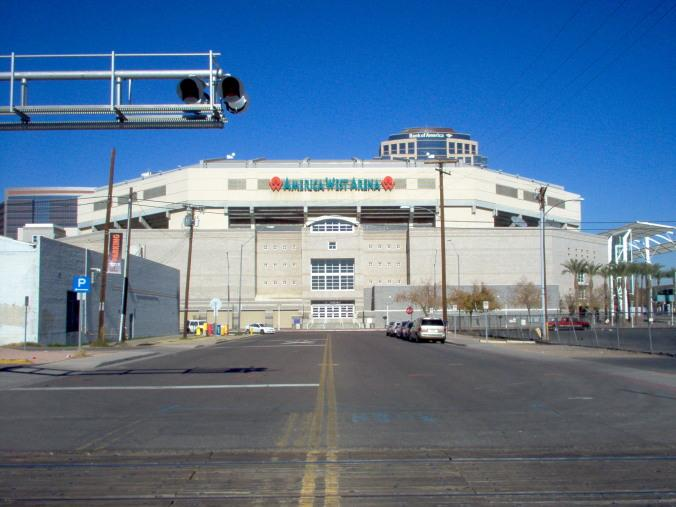
Face sud
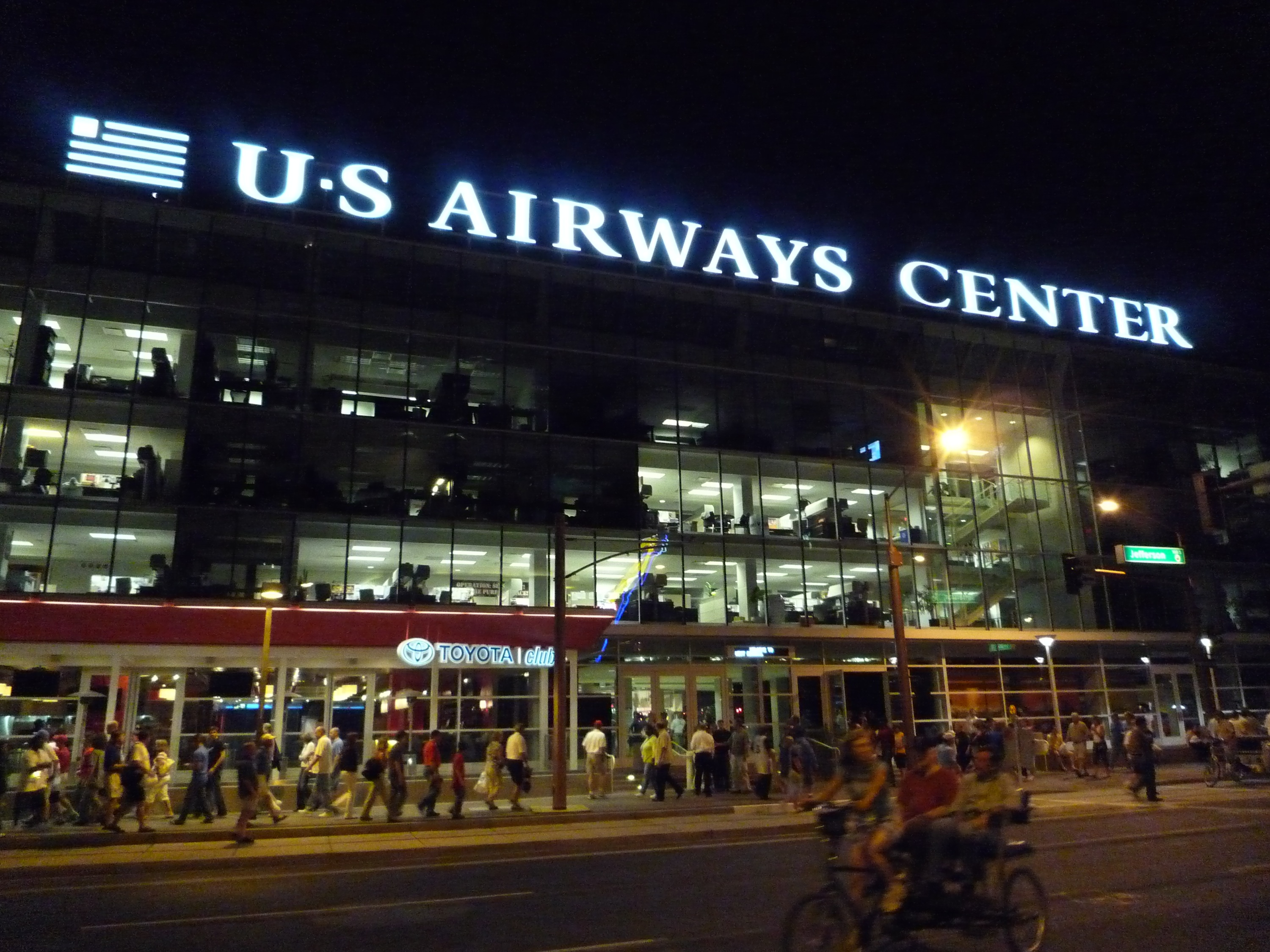
De nuit
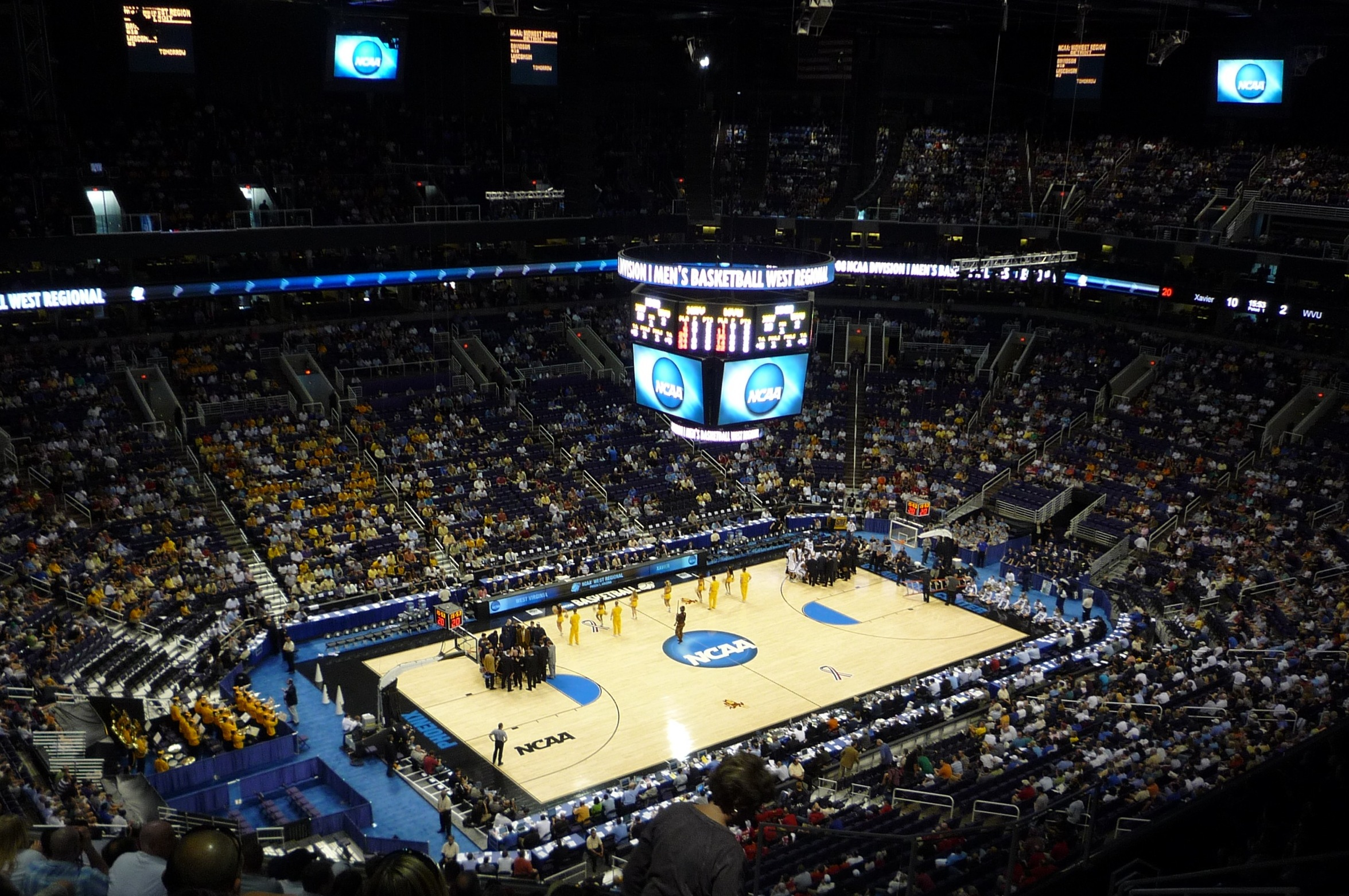
Intérieur
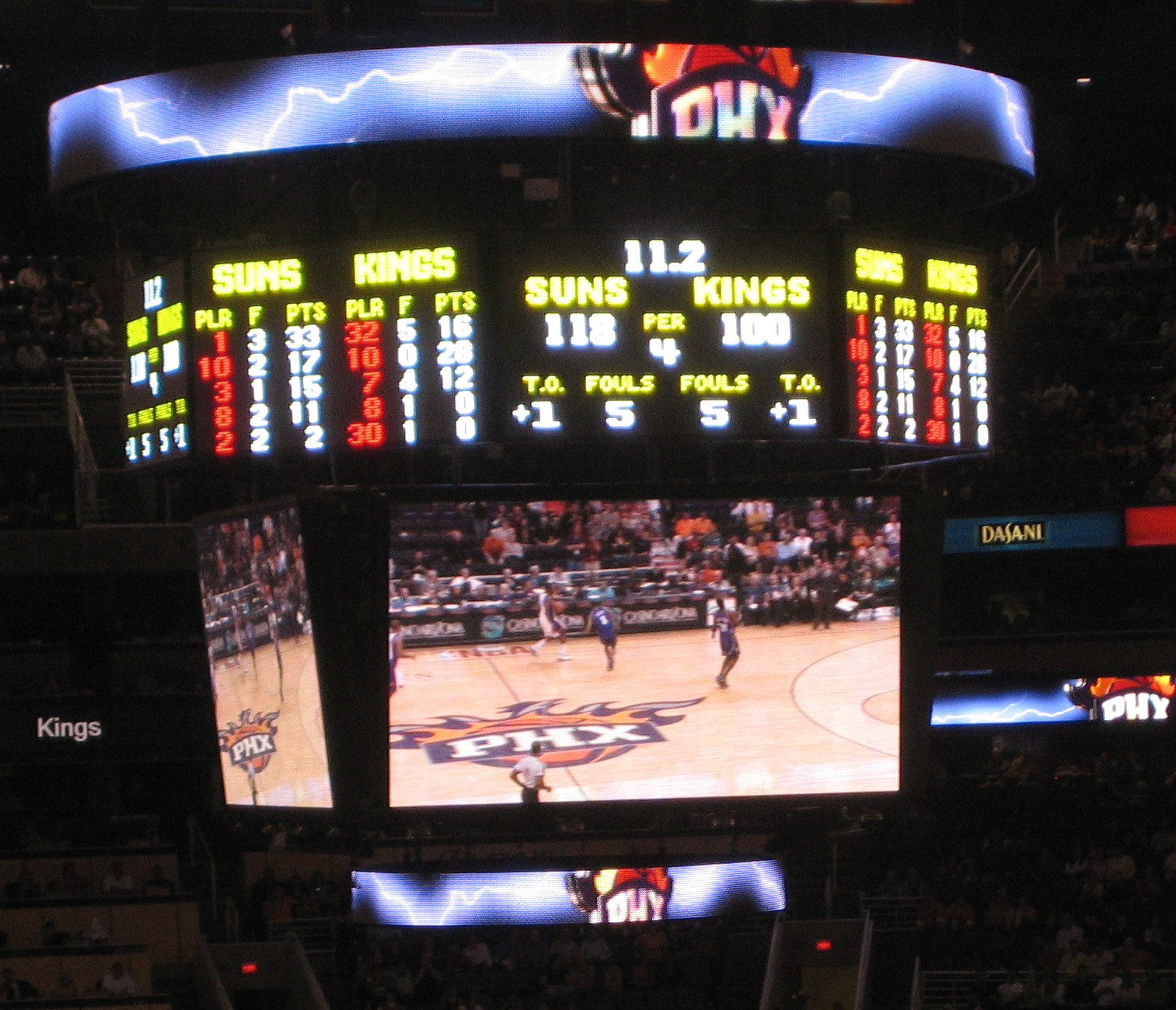
Tableau d'affichage
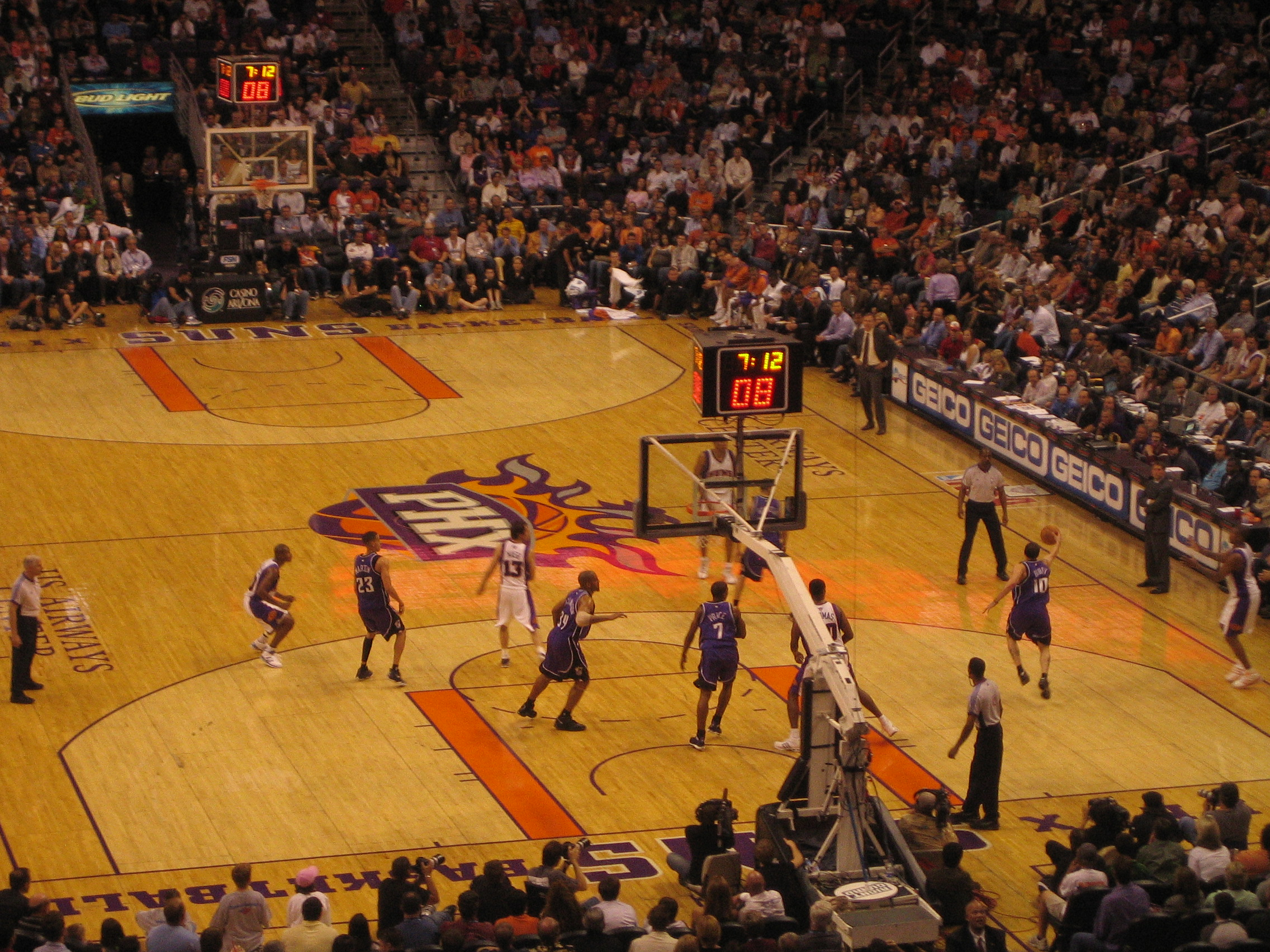
Match des Suns
Ancien logo